# Brundage (Texas)
Brundage is een plaats (census-designated place) in de Amerikaanse staat Texas, en valt bestuurlijk gezien onder Dimmit County.

## Demografie
Bij de volkstelling in 2000 werd het aantal inwoners vastgesteld op 31.

## Geografie
Volgens het United States Census Bureau beslaat de plaats een oppervlakte van
60,9 km², waarvan 60,6 km² land en 0,3 km² water. Brundage ligt op ongeveer 163 m boven zeeniveau.

## Plaatsen in de nabije omgeving
De onderstaande figuur toont nabijgelegen plaatsen in een straal van 20 km rond Brundage.